# 今泉潤
今泉潤（いまいずみ じゅん、1984年9月11日 - ）は、日本のゲームプロデューサー、映像プロデューサー、演出家。愛知県豊橋市出身。
株式会社gumi Executive Producer、株式会社gumi West代表取締役社長、株式会社Fuji&gumi Games代表取締役CEO、株式会社FgG代表取締役CEOを歴任。
代表的なゲームプロデュース作品に「ファントム オブ キル」「誰ガ為のアルケミスト」「シノビナイトメア」「サクライグノラムス」がある。

## 来歴
慶應義塾大学通信教育課程在学中、レンタルビデオ店のアルバイトで知り合った縁から、フジテレビプロデューサー森谷雄が設立した映像制作会社アットムービーに入社。23歳でプロデューサーとしてのキャリアを始め、テレビの深夜ドラマやウェブドラマ・演劇・音楽・イベント・ネットラジオ・ブログ・DVD、グッズ制作など幅広いコンテンツをプロデュースした。
アットムービーの國光宏尚が独立起業したウェブコンテンツ企業gumi（旧社名アットムービー・パイレーツ）からシナリオ制作を依頼されたことを機にゲーム業界へ転職し、2010年7月gumiに入社。当時の主業であった携帯電話用ブラウザゲームをプロデュースする。
2012年12月、福岡市に設立された開発子会社gumi Westの代表取締役社長に就任（2017年9月gumi本社に吸収合併）。
2014年1月、gumiとフジ・メディア・ホールディングスの協業で設立されたFuji&gumi Gamesの取締役副社長に就任。同社よりリリースしたアプリゲーム「ファントム オブ キル」「誰ガ為のアルケミスト」をヒットさせる。
2017年10月、Fuji&gumi Gamesより両タイトルの権利を譲受したgumiの連結子会社FgGの代表取締役CEOに就任。
2023年2月、アプリゲーム「サクライグノラムス」をリリース。異例の速さでサービス終了後に全額返金(使用済み分も返金)が行われた。同年8月、アプリゲーム「アスタータタリクス」をリリースするが、こちらも2024年9月30日をもってサービスを終了した。

## 人物
- 映画『アバター』を観て、映像制作の質的な面ではハリウッドには太刀打ちできないと感じる一方、「刑事ハードボイルド」のシナリオ作りに関わった際、同ゲームに約50万人ほどの登録者がいることを知り、モバイルゲーム分野の可能性を感じ転職を決意した[6]。
- 映像業界出身者として映像表現やドラマ的要素にこだわった作品を特徴とし、日本のアニメやゲームにおける特異性をモバイルゲームでも実現したいという思いを持っている。「ファントム オブ キル」では押井守、「誰ガ為のアルケミスト」では河森正治にOPアニメの監督を依頼した。
- プロデューサーという役職を担当しているものの、キャッチコピーの考案、イラストや音楽のチェック、スキルや武器の名前を決める作業、プロモーション活動など、自身の仕事の内容は薄く低く多岐にわたる[5]。
- 自身が手掛けたサクライグノラムスが異例の早さでのサービス終了となり、プロデューサーレターにて謝罪を行った。[8]

## プロデュース作品

### ゲーム（オリジナル）
- 刑事ハードボイルド
- 任侠道
- 海賊道
- 騎士道
- 幻獣姫
- 青春姫
- ドラゴンジェネシス
- ドラゴンジェネシスー聖戦の絆ー
- ファントム オブ キル
- 誰ガ為のアルケミスト
- シノビナイトメア
- サクライグノラムス
- アスタータタリクス

### ゲーム (IP)
- FIFA ワールドクラスサッカー
- モンハン探検記 まぼろしの島
- ソードアートオンライン コード・レジスタ[5]
- WAR OF THE VISIONS ファイナルファンタジー ブレイブエクスヴィアス 幻影戦争

### テレビドラマ
- 枯れオヤジ〜カレセンと呼ばないで〜（2008年 BSフジ）
- セレぶり3（2009年 テレビ東京）
- 夏休みの恋人～フィルムの中の彼女～（2009年 ウェブドラマ）
- 夏休みの恋人～フィルムの中の彼と彼～（2009年 ウェブドラマ）
- 偉人の来る部屋（2009年 TOKYO MX）
- TAXMEN（2010年 TOKYO MX）
- MUSICAL3（2010年 TOKYO MX）

### 映画
- 劇場版 誰ガ為のアルケミスト（2019年 企画・原作・プロデュース）

### 舞台
- バンカラ～友へ捧げる最後のエール～（2008年 劇団スパイスガーデン）
- セレぶり3 オンステージ～セレブは夏に恋するものだ～（2009年）
- アイドル〜失われたキミを求めて〜（2009年 劇団スパイスガーデン）
- セレぶり3 ラストステージ～セレブは惜しまれつつ解散するものだ～（2010年）
- 誰ガ為のアルケミスト 舞台版（2019年 企画・原作・プロデュース）

### DVD
- セレぶり3 Update ver.1.0（2010年）

## 出演

### ラジオ
- 今泉P Presents ファンキルの今夜も絶！好調（2018年3月 - 2018年8月）
- 今泉P Presents ファンキルにまつわる絶！セトラ（2018年10月 - 2019年3月）
- 今泉P Presents ファンキルの絶！ってあそぼ（2019年5月 - 2019年12月）
- ファンキル・タガタメ Presents 今泉Pの絶！つながるラジオ（2019年12月 - 2021年4月）
- ファンキル・タガタメ Presents 今泉Pと王子的3分間（2021年4月 - 2024年3月）

文化放送インターネットラジオ「超!A&G+」にて毎週月曜日 - 金曜日24:57～25:00配信。トークバラエティ番組のMC。